# Nadia Buari
Nadia Buari (Sekondi-Takoradi, 21 de noviembre de 1982) es una actriz ghanesa. Recibió dos nominaciones a los Premios de la Academia del Cine Africano en 2009.

## Primeros años
Buari nació en Sekondi-Takoradi, Ghana, hija de padre libanés y madre ghanesa. Estudió actuación en la Universidad de Ghana.

## Carrera
Buari debutó en la televisión ghanesa en la serie Games People Play a finales de 2005. Su primera actuación importante en un largometraje ocurrió en Mummy's Daughter, tras lo cual integró el reparto de la película Beyonce: The President's Daughter. Su interpretación de "Beyonce" le valió el reconocimiento en su país. Hasta la fecha ha actuado en más de veinte producciones cinematográficas en su país.

### Nollywood
Buari ingresó al ambiente cinematográfico de Nollywood en 2008, destacándose en la película Beyonce & Rihanna junto con la nigeriana Omotola Jalade Ekeinde, quien interpretó a Rihanna. Otras participaciones notables en el cine nigeriano incluyen Rough Rider, Beauty and the Beast, Holding Hope y Single and Married.

## Filmografía
- Beyoncé — The President Daughter (2006)
- The Return of Beyoncé
- Mummy’s Daughter
- Darkness of Sorrow (2006)
- Slave to Lust
- In The Eyes of My Husband
- American Boy
- Wicked Intentions
- Tomorrow Must Wait
- Hidden Treasure
- Beyonce & Rihanna
- Beauty and the Beast (2008)
- My Last Ambition
- Love, Lies and Murder
- Secret Lie
- The Angle Against The Monster
- Heartless
- Last Hour Romance
- Under My Pillow
- Speechless
- Desperate Bride
- Innocent Sin
- Guilty Threat
- The Golden Lady
- Satanic Kingdom
- Rough Rider
- Crazy Scandal
- Unfaithful
- The Monster In Me
- Bad Egg
- Garden of Eden
- No More Love
- My Dove
- Agony of Christ (2009)
- Heart of Men (2009)
- Holding Hope (2010)
- Chelsea (2010)
- Checkmate (2010)
- Single and Married (2012)
- Heroes & Zeros (2012)
- Game Plan (2015)
- American Driver (2017)